# Синдром Мидаса
Синдром Мидаса — психопатологический синдром, необычайно сильное стремление к сексуальной свободе и постоянной смене партнёров, наблюдающееся у некоторых женщин после 30 лет. Считается типичным проявлением сексуальной возрастной дисгармонии в парах, вызываемой стереотипизацией сексуального поведения, ведущей к утрате свежести и остроты сексуального желания.
Выделен Бруйном и Деджонгом (G. W. Bruyn и U. J. Dejong) в 1959 году, назван в честь фригийского царя Мидаса, по легенде, отличавшегося необычайной жадностью.